# کردعلی‌لار
کردعلی‌لار (به لاتین: Kyurdalilyar) یک منطقه مسکونی در جمهوری آذربایجان است که در شهرستان گوی‌گول واقع شده است.